# Franz von Rintelen

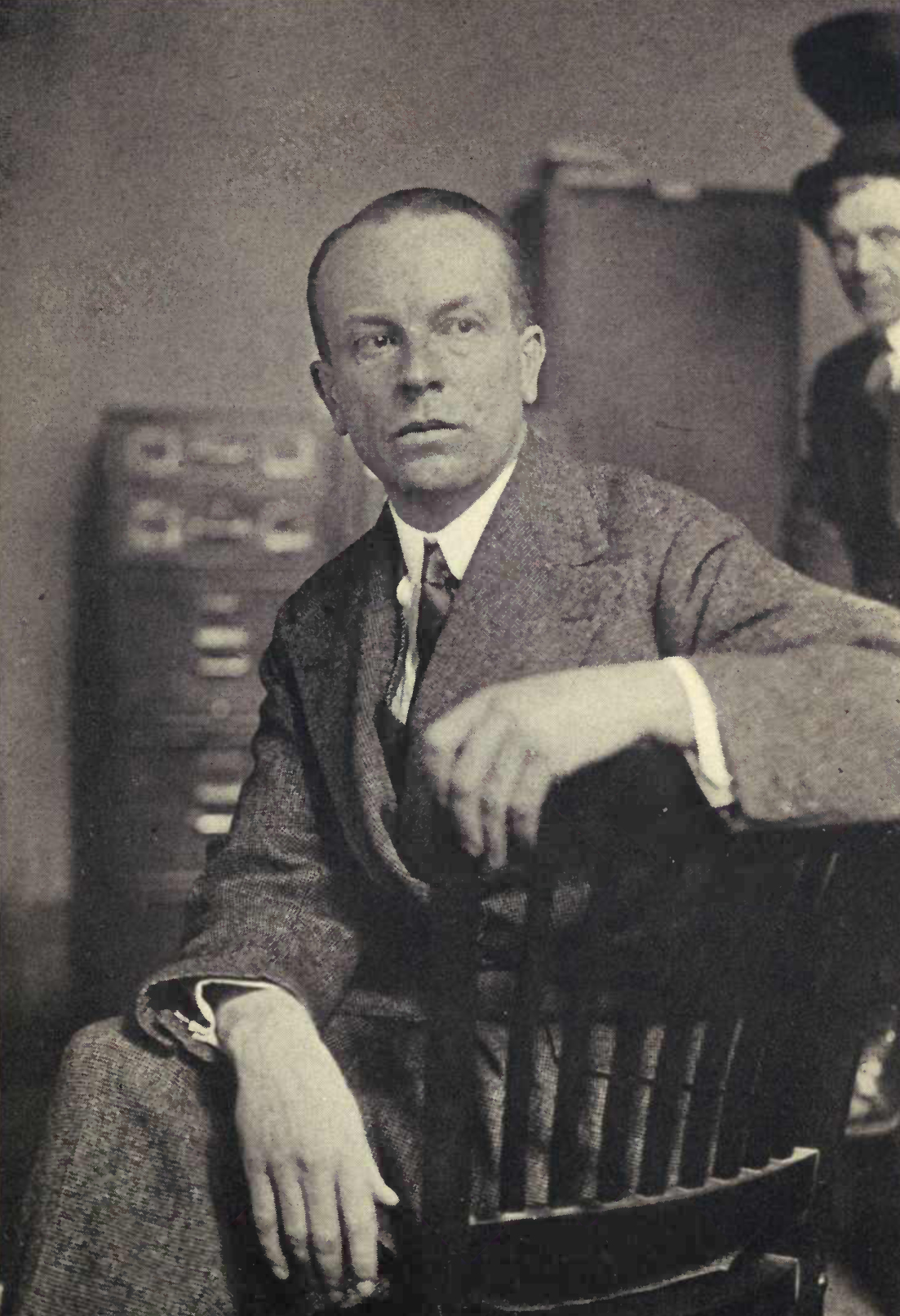
Franz von Rintelen

Franz Dagobert Johannes von Rintelen (geboren als Rintelen, durch Adoption offiziös eigentlich Rintelen von Kleist;) (* 19. August 1878 in Frankfurt an der Oder; † 30. Mai 1949 in London) war ein deutscher Offizier, Diplomat und Spion. Von Rintelen war einer der Hauptverantwortlichen für die deutschen Spionage- und Sabotageaktionen in den Vereinigten Staaten während des Ersten Weltkrieges.

## Spionage in den Vereinigten Staaten
Zu Beginn des Ersten Weltkrieges wurde von Rintelen vom deutschen Generalstab in die Vereinigten Staaten geschickt. Offiziell war er dort als Mitarbeiter der deutschen Botschaft in Washington akkreditiert, sein tatsächlicher Auftrag bestand jedoch darin, Munitions- und Warenlieferungen an die alliierten Kriegsgegner des Deutschen Reiches durch die (noch) neutralen USA zu verhindern.
Infolgedessen war er von 1914 bis 1915 in Washington und New York konspirativ tätig. Mit Hilfe der von ihm entwickelten sogenannten „fountain pen“ bombs (Füllfederhalterbomben) war es ihm möglich 32 britische Schiffe mit kriegsrelevanten Gütern zu beschädigen oder zu zerstören. Das Time Magazine bezifferte den von ihm angerichteten Schaden 1940 auf ca. 50.000.000 Dollar.
Mitte 1915 wurde von Rintelen nach einem Zerwürfnis mit seinem Vorgesetzten, dem Militärattaché Franz von Papen, nach Berlin zurückbeordert. Da der britische Geheimdienst die Nachricht, in der von Papen dem deutschen Generalstab die bevorstehende Heimreise von Rintelens ankündigte, hatte abfangen können, wussten die Alliierten von Rintelens Reise und den von ihm gewählten Transportmitteln (einige Historiker vermuten in diesem Zusammenhang sogar, dass Papen einen Code zur Übermittlung der besagten Nachricht verwendete, von dem er wusste, dass die Briten ihn bereits entschlüsselt hatten, um von Rintelen gezielt in Schwierigkeiten zu bringen). Als von Rintelen im Sommer 1915 auf einem niederländischen Passagierdampfer nach Europa fuhr, wurde das Schiff in britischen Gewässern aufgebracht und von Rintelen in Southampton an Land geholt. Er verblieb zwei Jahre in britischer Gefangenschaft, bis er schließlich 1917 nach dem Kriegseintritt der USA an diese ausgeliefert wurde, um eine vierjährige Haftstrafe in Georgia wegen Spionage zu verbüßen.

## Späteres Leben (1920 bis 1949)
Nach einer präsidentiellen Generalamnestie 1920 wurde von Rintelen vorzeitig entlassen und kehrte nach Deutschland zurück. Nachdem er sich erneut mit Franz von Papen überworfen hatte, siedelte er 1926 nach Großbritannien über. Dort machte von Rintelen – allgemein als „Captain von Rintelen“ – sich einen Namen als Lebemann und Autor von vielgelesenen Spionageromanen.
1940, während des Zweiten Weltkrieges, wurde von Rintelen als „feindlicher Ausländer“ erneut interniert – obwohl er das reguläre Höchstalter für eine Internierung von Angehörigen „feindlicher Nationen“ – sechzig Jahre – bereits überschritten hatte. Bis 1945 wurde er auf der Isle of Man festgehalten. Aufgrund seiner gegen das NS-Regime gerichteten publizistischen Tätigkeit in den 1930er und 1940er Jahren war von Rintelen für den Fall einer erfolgreichen Invasion Großbritanniens zur sofortigen Verhaftung und Liquidierung durch die Gestapo vorgesehen, wie aus der 1945 im Reichssicherheitshauptamt in Berlin durch die Alliierten aufgefundenen Sonderfahndungsliste G.B. aus dem Jahr 1940 hervorging, die die (aus der Warte des Gestapo) achtundzwanzig „am dringlichsten festzunehmenden“ deutschen und europäischen Emigranten verzeichnete.
Rintelen verstarb plötzlich 1949 in einem Krankenhaus in London.

## Werke
- Franz von Rintelen: The Dark Invader. Wartime Reminiscences of a German Naval Intelligence Officer, London 1933.
- Franz von Rintelen: The Return of the Dark Invader, London 1935.
- Oswald Dutch: The Errant Diplomat. The Life of Franz von Papen, London 1940. (Vorwort verfasst von Franz von Rintelen)